# Opisthocentrus zonope
Opisthocentrus zonope és una espècie de peix de la família dels estiquèids i de l'ordre dels perciformes.

## Descripció
- Fa 12 cm de llargària màxima.[8][9]

## Hàbitat i distribució geogràfica
És un peix marí, demersal (fins als 70 m de fondària) i de clima temperat, el qual viu al Pacífic nord-occidental: des del sud de les illes Kurils, el mar del Japó, l'estret de Tatària i Hokkaido fins a la península de Corea.

## Observacions
És inofensiu per als humans.